# Malayepipona flaviclypeata
Malayepipona flaviclypeata (лат.) — вид одиночных ос рода Malayepipona (Eumeninae).

## Распространение
Китай, Guangxi Zhuang Autonomous Region, Longsheng County, Huaping Nature Reserve, 25,624°N, 109,916°E, на высоте 740 м.

## Описание
Мелкие осы (длина около 13 мм). Основная окраска чёрная с желтовато-оранжевыми отметинами. Этот вид легко отличить от всех других представителей рода Malayepipona по следующему сочетанию признаков: крылья темно-коричневые, слегка затемненные и отражающие пурпурный, у обоих полов наличник полностью жёлтый и темя с двумя головными ямками, а второй тергит с нечеткими апикальными ламеллами, едва заметными сбоку. Чёрное тело с оранжево-жёлтыми частями: наличник, базальный внутренний край жвал, скапус вентрально, переднеспинка посередине и коричневая узкая полоса с ветвями, идущими вдоль постеродорсального края переднеспинки, пятна на внутренней и верхней стороне передних голеней, апикальные полосы тергитов Т1 – Т2; внутренняя часть тегулы и паратегулы темно-коричневые; крылья темно-коричневые, с пурпурными отблесками. Нижнечелюстные щупики 6-члениковые, а нижнегубные состоят из 4 сегментов (формула 6,4).

## Таксономия и этимология
Таксон был впервые описан в 2021 году китайскими энтомологами Yue Bai, Bin Chen, Ting-Jing Li (Chongqing Normal University, Чунцин, Китай). Видовое название происходит от двух латинских слов: flavus (жёлтый) и clypeus (наличник), относящихся к соответствующему признаку.